# Leah Remini
Leah Remini (Bensonhurst, Brooklyn, 15. lipnja 1970.) američka je glumica, najpoznatija po ulozi Carrie Heffernan u poznatoj seriji Kralj Queensa. 

## Životopis

### Privatni život
Njen otac, George Remini, vlasnik tvornice, podrijetlom je sa Sicilije. Njena majka, Vicki Marshall (bivša ravnateljica srednje škole, trenutna vlasnica LA restorana) je Židovka i podrijetlom je iz Austrije. Leahini roditelji su se razveli 1977.
Remini također ima stariju sestru, Nicole Remini, koja je bila njena asistentica za vrijeme snimanje humoristične serije "Kralj Queensa" (King of Queens). Također, Leah ima i četiri polusestre, Christinu, Elizabeth, Shannon i Stephanie. Shannon je čak nastupala u seriji kao Desiree.
U dobi od 13 godina, Leah se preselila u Los Angeles. Pokušavala se uklopiti u svoje novo susjedstvo imitirajući izgled i stil lokalnih američkih Meksikanaca. S 14 godina, napustila je školu protiv volje svoje majke. Na početku radnog života, Leah je radila mnogo različitih poslova, kao posao konobarice, prodavačice osiguranja i tele-prodavačice.
Dana 19. srpnja 2003. udala se za glumca Angela Pagána. On je glazbenik i glumac, i ima 3 sina iz svojih prijašnjih brakova. Dana 16. srpnja 2004. dobili su svoju prvu kćer koju su nazvali Sofia Bella.
Od 2013. godine više ne prakticira scijentologiju. Aktivno se bori protiv scientologije svojom dokumentarnom serijom Leah Remini: Scientology and the Aftermath koja je 2017. osvojila tri nagrade.

### Televizijska karijera
Leah je u televizijska studija ušla sredinom 80-ih godina 20. stoljeća, kada je dobila prvu ulogu u jednoj epizodi serije "Head of the Class". Kasnije, pojavila se u ulozi Serafine, kćeri Carle Tortelli u popularnoj američkoj humorističnoj seriji "Kafić Uzdravlje" (Cheers). Godine 1989. dobila je glavnu ulogu u seriji "Living Dolls", kratkotrajnom spinoffu serije "Tko je šef?" (Who's The Boss?). Godine 1991. igrala je gostujuću ulogu Stacy Carosi, novu ljubav Zacka Morrisa, u tinejdžerskoj seriji "Školsko zvono" (Saved by the Bell) i kasnije je nastupila u kratkom sitcomu "The Man in the Family". No, uloga koja ju je najviše proslavila jest uloga Carrie Heffernan, u humorističnoj seriji "Kralj Queensa" (King of Queens) u kojoj je nastupala od 1998. do 2007.

## Filmografija

### Televizijske uloge
- "Kralj Queensa" (King of Queens) kao Carrie Heffernan (1998. – 2007.)
- "In the Motherhood" kao Kim (2007.)
- "Fired Up" kao Terry Reynolds (1997. – 1998.)
- "Newyorški plavci" (NYPD Blue) kao Angela Bohi (1996.)
- "Biker Mice from Mars" kao Carbine (1996.)
- "First Time Out" kao Dominique Costellano (1995.)
- "Phantom 2040" kao Sagan Cruz (1994. – 1995.)
- "Prijatelji" (Friends) kao Lydia (1995.)
- "Dijagnoza Umorstvo" (Diagnosis Murder) kao Agnes Benedetto (1995.)
- "Renegade" kao Tina (1994.)
- "The Commish" kao Gail Ross (1994.)
- "Evening Shade" kao Daisy (1993.)
- "Kafić Uzdravlje" (Cheers) kao Serafina Tortelli (1991. – 1993.)
- "Blossom" kao Ellen (1992.)
- "Školsko zvono" (Saved by the Bell) kao Stacey Carosi (1991. – 1992.)
- "The Man in the Family" kao Tina Bavasso (1991.)
- "Paradise" kao nepoznata uloga (1991.)
- "Valerie" kao Joanne (1990.)
- "Normal Life" kao Carol (1990.)
- "Living Dolls" kao Charlene "Charlie" Briscoe (1989.)
- "Tko je šef?" (Who's the Boss?) kao Charlie Briscoe (1989.)
- "Head of the Class" kao nepoznata uloga (1988.)

### Filmske uloge
- "Stara škola" (Old School) kao Lara Campbell (2003.)
- "Legend of the Lost Tribe" kao glas Koale (2002.)
- "Hooves of Fire" kao Vixen (1999.)
- "Slijedi svoje srce" (Follow Your Heart) kao Angie (1998.)
- "Critics and Other Freaks" kao glumica na audiciji (1997.)
- "Glory Daze" kao Theresa (1996.)
- "Star Witness" kao nepoznata uloga (1995.)
- "Gabriel Knight: Sins of Fathers" kao Grace Nakimura (1993.)
- "Harlan & Merleen" kao Frankie (1993.)
- "Getting Up and Going Home" kao nepoznata uloga (1992.)

## Vanjske poveznice
- Leah Remini u internetskoj bazi filmova IMDb-u (engl.)
- Leah Remini: Scientology and the Aftermath na IMDb-u i na službenoj stranici